# Picopop
Picopop es un tipo de música electrónica, similar al electropop, sus orígenes vienen de bandas experimentales japonesas.
El nombre deriva de «pikopiko» (la onomatopeya japonesa para el sonido electrónico característico de 8-bits de síntesis) y el pop.
En consecuencia, el estilo se caracteriza por el uso prominente e ingenioso de los instrumentos electrónicos y efectos con frecuencias frenéticas, ritmo animado e influencia pop.

## Artistas conocidos
- Capsule
- Mac Donald Duck Eclair
- Perfume
- Plus-Tech Squeeze Box
- Strawberry Machine
- YMCK

- Datos: Q12199824